# Albert Croquez
Albert Croquez (né Albert Florimond Adolphe Croquez le 20 août 1886 à Lille et mort le 9 septembre 1949 à Paris) est un juriste, avocat à la Cour de cassation et au Conseil d'État, historien et amateur d'art.

## Biographie
Albert Croquez est le fils d'Édouard Croquez, manufacturier, et d’Angèle Ringuer. Il est élève au lycée Faidherbe de Lille, puis il entreprend des études de droit. Il est avocat au barreau de Lille en octobre 1907 puis à la Cour de Paris le 6 décembre 1909. En 1912 il est docteur en droit de l'Université de Paris, et avocat à la Cour de cassation et au Conseil d’État le 18 juillet 1919.
Il se marie à Paris, le 23 avril 1914, avec Marguerite Loiseau. En 1931 Moïse Kiesling peint le portrait de Merguerite  
Albert Croquez est mobilisé durant la guerre, du 2 août 1914 au 25 juin 1919, il est libéré comme sous-intendant militaire de 2e classe.
Albert Croquez est un collectionneur, ami et mécène de James Ensor. A. Croquez publie, en 1935, le catalogue raisonné de l'œuvre gravé de Ensor.
Albert Croquez crée et dirige les revues La Revue des Flandres et La Flandre artiste. La Revue flamande est un mensuel,  créé en 1906 et dont 18 numéros paraîtront. La Flandre artiste est également une revue mensuelle ; elle est consacrée à l'art flamand contemporain et parait de 1908 à 1909, six numéros sont publiés.
En 1932 Albert Croquez tente une carrière politique. Il est candidat aux élections législatives du 1er mai 1932  dans la première circonscription d’Avesnes. Il se présente sous l’étiquette radical de concentration républicaine. Dans une lettre au journal de Fourmies il exprime son engagement pour les réformes sociales "En matière sociale je m’honore d’être de ceux qui, à leur modeste rang, ont contribué à faire voter par le parlement la loi du 11 mars dernier  sur les Allocations familiales obligatoires...". Au premier tour il est troisième avec 2847 voix. Léo Lagrange est élu.
En 1935 il publie l'Histoire de Lille, saluée comme le premier livre d'ampleur sur l'histoire de la ville "Voici enfin comblée cette regrettable lacune. Lille possède maintenant une « Histoire » digne de son passé. La synthèse tant de fois souhaitée — car il ne manquait ni documents originaux, ni même d'excellents travaux de détail —un historien qualifié, M. Albert Croquez, l'a entreprise."

## Publications

### Ouvrages d'histoire
- La Flandre wallonne et les pays de l'intendance de Lille sous Louis XIV, Michel Le Peletier, Dugué de Bagnols,  préface de Henry Cochin, Lille, 1912,  H. Champion, 451 p.[10]
- Histoire de Lille. I : la Constitution urbaine (des origines à 1800). 2e édition 1935, Paris, Impr. Société moderne d'impressions ; Lille : Emile Raoust,  309 p.[11] lire en ligne sur Gallica
- Histoire de Lille. II : La Bourgeoisie. 1939, Paris, Impr. Société moderne d'impressions ; Lille : Emile Raoust,  351 p.
- Louis XIV en Flandres,  Lille, 1920, H. Champion, 335 p. lire en ligne sur Gallica[12]
- Roubaix, les seigneurs et la seigneurie, Lille, 1931,  Emile Raoust, 390 p.
- Sainte Godeliève de Ghistelles, patronne de la Flandre,  Lille ; Rome ; Bruges, 1907,  Desclée  de Brouwer, 151 p.
- Robespierre l'incorruptible  (co-auteur Georges Loublié), Paris, 1947, Julliard,  236 p. lire en ligne sur Gallica
- Fouquier-Tinville, l'accusateur public  (co-auteur Georges Loublié), Paris, 1945, Julliard,  274 p.[13] lire en ligne sur Gallica

### Ouvrages de droit
- Les dommages de guerre: La loi du 17 avril 1919 et celles qui l'ont complétée les révisions la loi du 2 mai 1924. Manuel pratique d'après la jurisprudence la plus récente de la commission supérieure Collection des "manuels pratiques", Paris,, 1925, Impr. du Palais, 74 p.
- L'organisation professionnelle en matière économique,  Paris, 1944, Imprimerie du Palais,  45 p. lire en ligne sur Gallica
- Les baux à loyer: Lois des 9 mars 1918, 4 janvier et 23 octobre 1919 : Les baux dans les régions dévastées (loi du 25 octobre 1919) : manuel pratique d'après la jurisprudence de la Cour de Cassation, Paris, 1920, ed. Tenin, 100 p.
- Précis des nullités en matière pénale. Manuel pratique de procédure criminelle d'après la jurisprudence la plus récente de la Cour de cassation, Paris, Sirey, 1936, 138 p.

### Ouvrages sur l'art
- L'œuvre gravé de James Ensor, Genève, Bruxelles, 1947,  P. Cailler, 24 p.-133 p. de pl.
- Les Peintres flamands d'aujourd'hui.  Bruxelles ,  X. Havermans ; Paris,  Nouvelle librairie nationale, 1910, 92 p.[14]

## Distinctions

### Décoration
- Chevalier de la Légion d'honneur par décret du 3 août 1929[15].

### Récompenses
Albert Croquez reçoit trois prix de l'Académie française :
- 1913 : Prix Thérouanne pour La Flandre wallonne et le pays de l’intendance de Lille sous Louis XIV ;
- 1921 : Prix Thérouanne pour Louis XIV en Flandres ;
- 1936 : Prix Montyon pour l'Histoire de Lille